# Kim Sul-song
Kim Sul-song (koreansk: 김설송, født 30. december 1974) er datter af Nordkoreas tidligere leder Kim Jong-il og Kim Young-sook. Sol-song har angiveligt arbejdet for det nordkoreanske styres propagandaafdeling, været leder af litteraturområdet og ansvarlig for sin fars sikkerhed og kalenderstyring som hans sekretær.
"Seol-song" betyder ordret "sne-fyr". Navnet fik hun angiveligt af sin bedstefar, Kim Il-sung.